# Acerra (gemeente)
Acerra is een Italiaanse gemeente, onderdeel van de metropolitane stad Napels, wat voor 2015 nog de provincie Napels was (regio Campanië) en telt 49.313 inwoners (31-12-2004). De oppervlakte bedraagt 54,1 km², de bevolkingsdichtheid is 821,02 inwoners per km².
De volgende frazioni maken deel uit van de gemeente: Gaudello, Pezzalunga.
Al decennia maakt de stad deel uit van de "Driehoek des doods" omdat er miljoenen tonnen aan giftig afval illegaal is gestort door de Camorra. Het aantal sterfgevallen door kanker ligt hierdoor ruim boven het landelijk gemiddelde. 
Op 26 maart 2009 werd in deze gemeente een verbrandingsoven geopend. De oven zal 600.000 ton afval per jaar kunnen verwerken en 200.000 mensen van elektriciteit kunnen voorzien. Geen overbodige luxe gezien het enorme afvalprobleem in Zuid-Italië.
Na de installatie van deze oven is het illegaal storten gewoon doorgegaan. Op 30 januari 2025 deed de rechter een uitspraak waarbij de overheid werd opgedragen de rommel binnen twee jaar op te ruimen. 

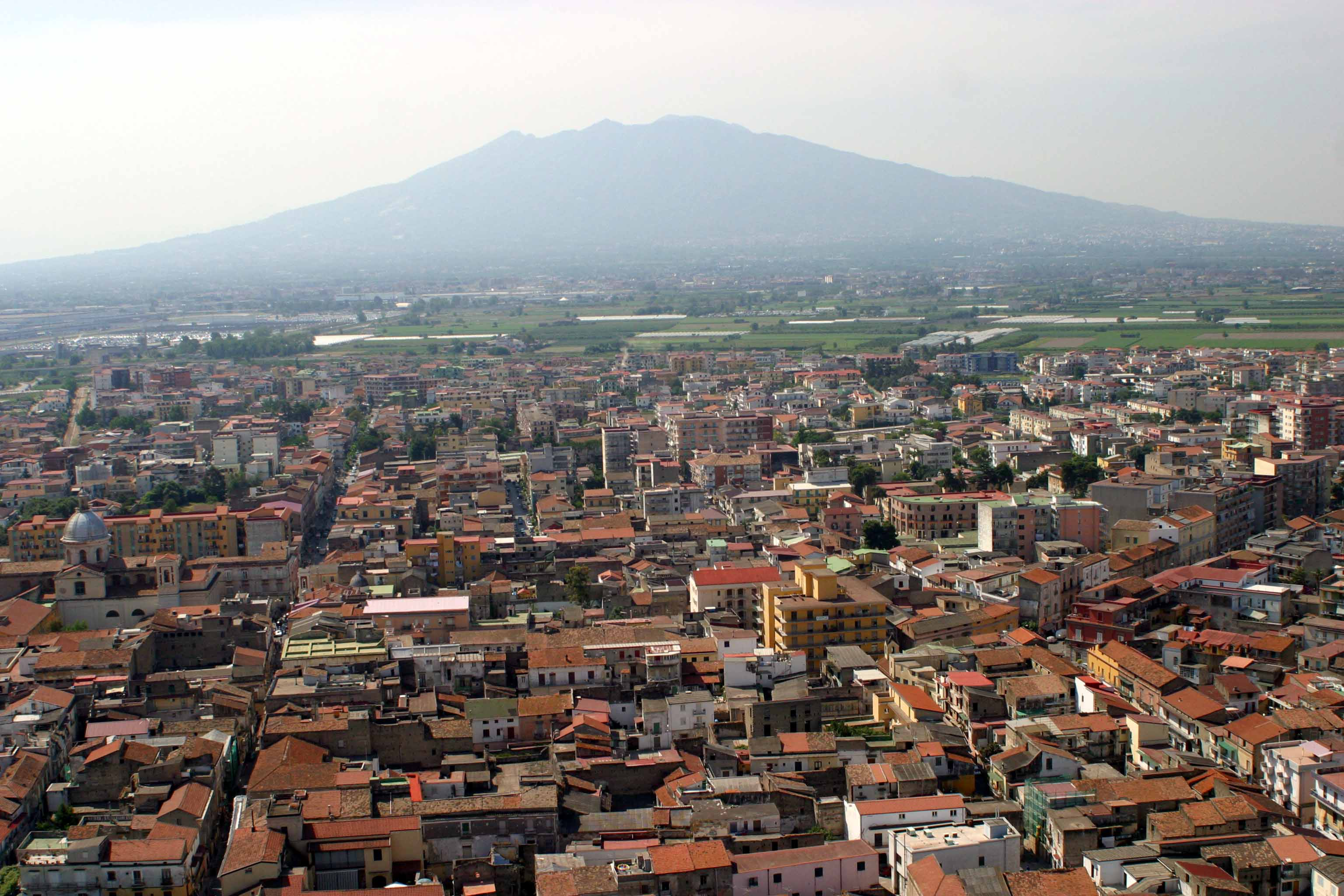
Acerra
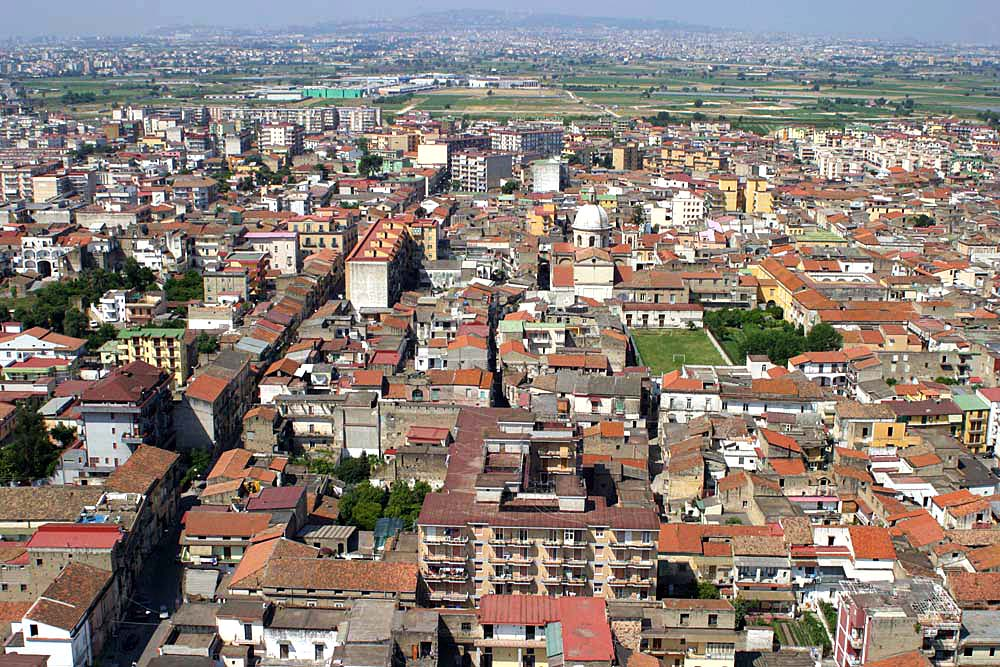
Acerra
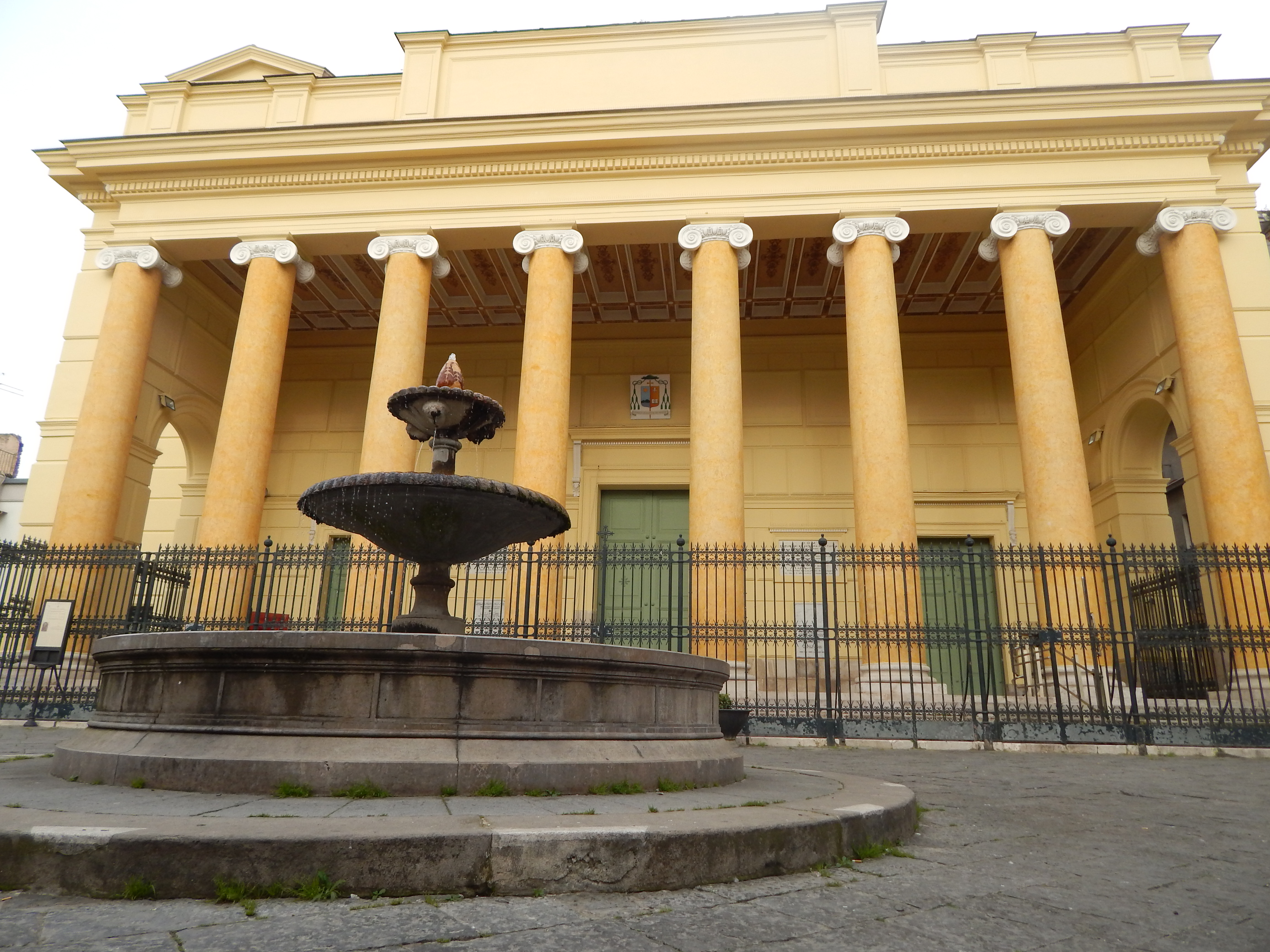
Centrum van Acerra, met de Kathedraal van Acerra
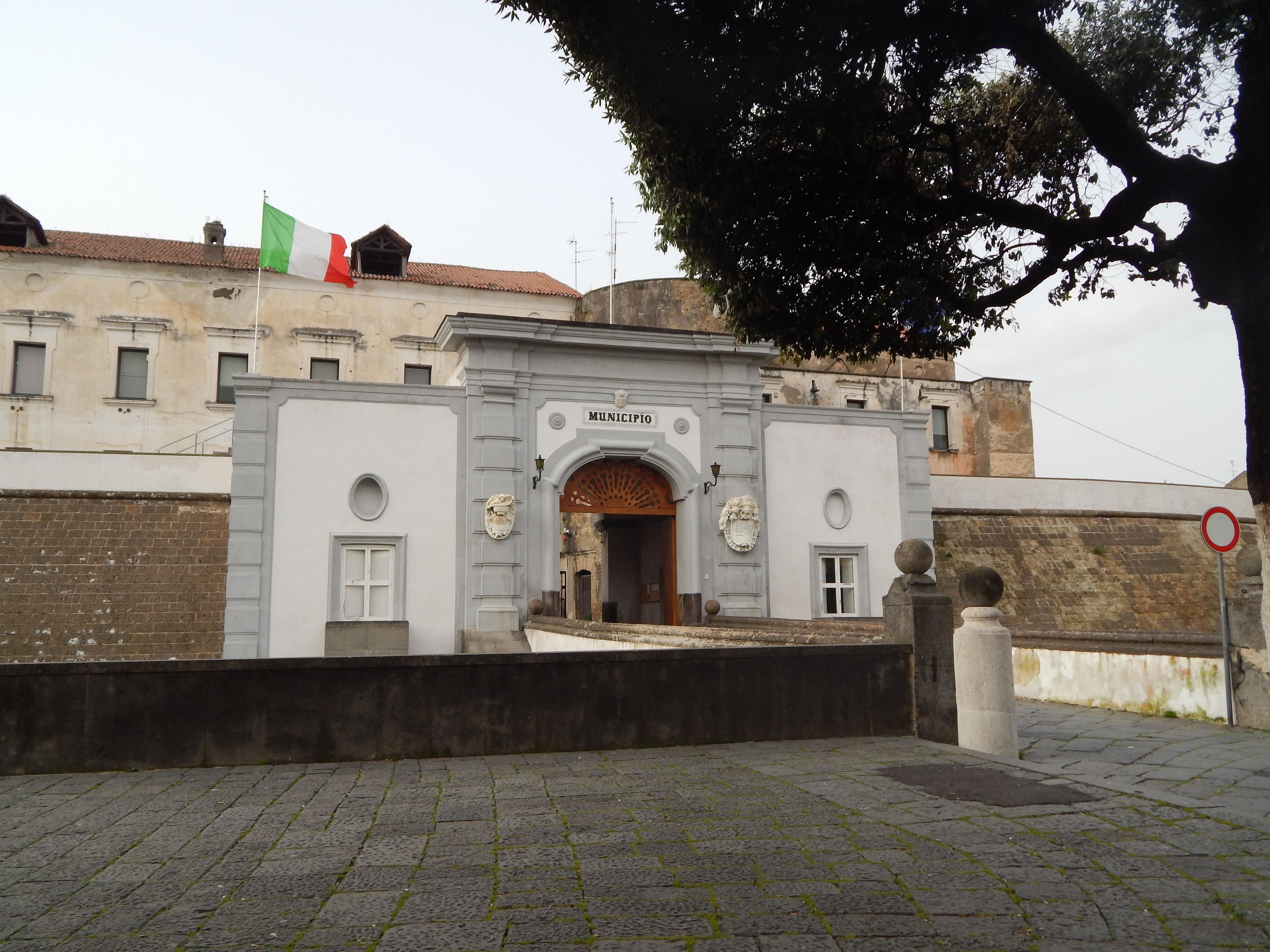
Gemeentehuis
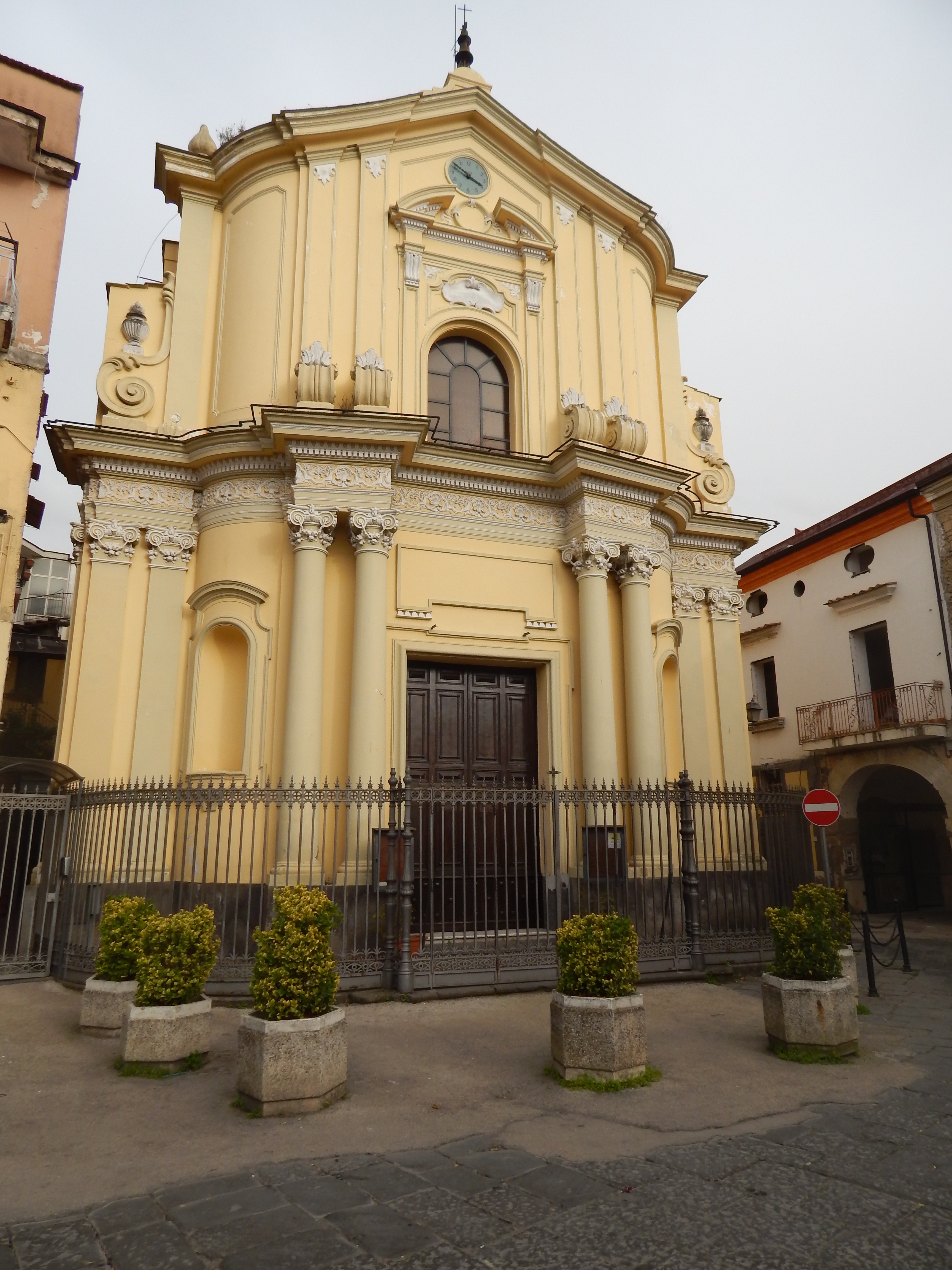
Kerk

## Geboren
- Raffaele Maiello (10 juli 1991), voetballer

## Demografie
Acerra telt ongeveer 13981 huishoudens. Het aantal inwoners steeg in de periode 1991-2001 met 10,6% volgens cijfers uit de tienjaarlijkse volkstellingen van ISTAT.
| Jaar | Inwoneraantal |
| ---- | ------------- |
| 1991 | 41.311        |
| 2001 | 45.688        |

## Geografie
De gemeente ligt op ongeveer 26 m boven zeeniveau.
Acerra grenst aan de volgende gemeenten: Afragola, Caivano, Casalnuovo di Napoli, Maddaloni, Pomigliano d'Arco, San Felice a Cancello.